# Українське географічне товариство
Українське географічне товариство (УГТ) — всеукраїнська наукова громадська організація вчених, учителів, викладачів, фахівців, студентів у галузі географії та суміжних з нею наук. Створене з метою задоволення та захисту спільних інтересів його членів, сприяння організації, розвиткові, підвищенню ефективності та координації географічних досліджень, використання їхніх досягнень для вирішення проблем соціально-економічного розвитку, оптимізації взаємодії суспільства і природи, геоекологічного виховання населення. Товариство співпрацює з органами державної влади і місцевого самоврядування, Національною академією наук України, закладами освіти, науково-дослідними установами, громадськими організаціями в Україні, географічними товариствами іноземних країн, Міжнародним географічним союзом та іншими.

## Історія

### Південно-західний відділ
Організація науковців-географів України веде свій відлік від 13 лютого 1873 року, коли в Києві в колишній Російській імперії було утворено Південно-Західний відділ Руського географічного товариства. Першим головою було обрано Григорія Ґалаґана — юриста, землевласника, громадського діяча, члена державної ради, засновника Колегії Павла Ґалаґана (на честь рано померлого сина). Секретарем і керуючим справами Відділу був уродженець Бориспільщини Павло Чубинський, молодий керівник експедицій, краєзнавець, етнограф, автор слів пісні «Ще не вмерла Україна», що стала основою державного гімну незалежної України.
Відділ здійснював наукову програму комплексного вивчення природи та господарства України, зокрема топографії, орографії, гідрології, ґрунтів, клімату, рослинного і тваринного світу, населення та історії поселень, шляхів сполучення, охорони природи тощо. Досліджували також гуманітарні питання культури, історії, літератури, етнографії, освіти, мови. Відділ розгорнув широку наукову і просвітницьку діяльність, створив бібліотеку (понад 1000 примірників книг), організував музей (понад 3000 експонатів). Товариство видало два томи «Записок Південно-Західного відділу» (у 1873 та 1874 роках). Південно-Західний відділ на виставці Міжнародного географічного конгресу в Парижі 1875 року був нагороджений золотою медаллю за «Праці етнографо-статистичної експедиції». Були налагоджені зв'язки з географічними товариствами Франції, Німеччини, Іспанії.
Активна діяльність товариства з утвердження української самобутності, мови, українських пісень, побуту, звичаїв, детальні описи етнічних українців, досить відмінних від сусідніх народів, на той час суперечила владним «великоруським» ідеям Російської імперії. У 1876 році 7 липня послідувало розпорядження царя, за яким «отдел Географического общества в Києве, в нынешнем его составе был закрыт, и чтобы не могло состояться иначе, как с моего разрешения…». Упродовж наступних 40 років в Україні не утворювалося жодного наукового товариства, яке б продовжило справу відділу. Це надовго залишило Україну на узбіччі світового географічного руху.

### Радянський період
1917 року було створено Інститут географії в Київському університеті, 1927 року академік Степан Рудницький створив Український науково-дослідний інститут географії та картографії в Харкові, тодішній столиці України. У планах було створення численної мережі самостійних географічних товариств по всій Україні. Після арешту і розстрілу Степана Рудницького 1937 року Інститут перестав існувати. Науково-дослідний інститут географії відновлено 1944 року при Київському університеті, однак уже 1952 року його ліквідовано.
Перші відділення Всесоюзного географічного товариства було засновано в Криму та Чернівцях 1945 року, в Харкові — 1946, Львові — 1947 року. Український філіал Всесоюзного географічного товариства офіційно оформлено в січні 1947 року.
Утворення Українського географічного товариства відбулося 1958 року, коли почало функціонувати науково-громадське об'єднання при Академії наук Української Радянської Соціалістичної Республіки. Регулярно стали проводитися з'їзди Товариства. За активної участі членів Товариства в Києві було проведено з'їзди Всесоюзного географічного товариства в 1960 і 1985 роках. Товариство було одним із ініціаторів створення тритомної «Географічної енциклопедії України» в 1989—1993 роках.

### Сучасний етап
Статут оновленого Товариства був зареєстрований Міністерством юстиції України 4 червня 1993 року, свідоцтво № 465.
Знаковими подіями розвитку наук про Землю в Україні стало створення Інституту географії НАН України 1991 року, заснування Українського географічного журналу 1992 року, присудження Державних премій України в галузі науки і техніки.
З ініціативи Товариства видано Указ Президента України «Про підготовку та видання Національного атласу України», закон України «Про географічні назви». Представники Товариства брали активну участь у підготовці проекту закону «Про стимулювання розвитку малих міст».
В останні роки зусилля Товариства спрямовані на посилення ролі географії в інформаційному суспільстві, утвердження в Україні принципів регіонального розвитку, удосконалення територіальної системи державного управління, формування державної регіональної політики, проведення комплексних досліджень регіонів, їхніх природних, соціально-економічних умов і ресурсів, Антарктики, змін клімату, стихійних лих і катастроф, оновлення географічної освіти та культури, розроблення державних стандартів середньої та вищої географічної освіти, розвиток картографії та геоінформаційних систем.

## Державна премія України в галузі науки і техніки
Державну премію України в галузі науки і техніки в різні роки було присуджено відомим українським вченим-географам, активним членам Українського географічного товариства за видатні розробки в сучасній географічній науці та міждисциплінарній сфері.
- 1993 р. - за цикл наукових праць «Географічні основи регіонального природокористування». Колективу вчених: І. Горленко, О. М. Мариничу, М. М. Паламарчуку, Г. Пархоменко, Л. Г. Руденку, Г.І. Швебсу, П. Г. Шищенку, М.І. Щербаню.
- 2006 р. - за підручник «Землезнавство». Авторам: М. В. Багрову, В. О. Бокову, І. Г. Черваньову.
- 2009 р. - за роботу «Національний атлас України (методологія і практика розробки)». Колективу основних розробників атласу: В. П. Палієнко, Т. І. Козаченко, В. П. Разову, В. С. Чабанюку, А. І. Бочковській, Р. І. Соссі, І. С. Руденко, Л. М. Веклич.
- 2015 р. - за цикл наукових праць «Наукові основи збереження та відновлення біотичного і ландшафтного різноманіття України в умовах змін навколишнього середовища». Колективу вчених: В.Г. Радченку, М.Д. Гродзинському, І.Г. Ємельянову, І.В. Загороднюку, В.В. Протопоповій, М.В. Шевері, В.П. Ткачу, П.М. Черіньку, Р.І. Бурді.
- 2017 р. - за цикл наукових праць "Оцінка, прогнозування та оптимізація стану водних екосистем України". Колективу вчених: В.І. Осадчому, В.К. Хільчевському, Б.Ю. Корніловичу, Є.І. Никифоровичу, П.М. Линнику, О.О. Протасову, В.І. Щербаку, Ю.Б. Набиванцю.

## Президенти Українського географічного товариства
- Заморій Петро Костьович — 1957—1964 рр.
- Маринич Олександр Мефодійович — 1964—1995 рр.
- Шищенко Петро Григорович — 1995—2013 рр.
- Олійник Ярослав Богданович — 2013-2020 р.
- Олещенко В'ячеслав Іванович — з 2021р.

## Структура
У складі Українського географічного товаристві функціонує ряд асоціацій та комісій:
| Назва асоціації, комісії                     | Голова (керівник)  |
| -------------------------------------------- | ------------------ |
| Асоціація геоморфологів України              | В. П. Палієнко     |
| Українська асоціація ландшафтної екології    | М. Д. Гродзинський |
| Українська студентська географічна асоціація | О. М. Шиян         |
| Асоціація вчителів географії України         | Н. В. Муніч        |
| Комісія з регіональної політики              | Я. Б. Олійник      |
| Комісія з картографії                        | Р. І. Сосса        |
| Полярна комісія                              | П. Ф. Гожик        |
| Комісія з гідрології та гідроекології        | В. К. Хільчевський |
| Комісія з географічного краєзнавства         | М. Ю. Костриця     |
| Комісія з географічної освіти                | Г. Є. Уварова      |
| Кліматична комісія                           | В. М. Ліпінський   |

### Відділи
Українське географічне товариство має відділи в кожній з адміністративних областей України:
| Відділ              | Голова             | Базові установи | Рік утворення | Інформація |
| ------------------- | ------------------ | --- | ------------- | --- |
| Вінницький          | Денисик Г. І.      | Кафедра фізичної географії Вінницького державного педагогічного університету імені Михайла Коцюбинського |               | |
| Волинський          | Мельнійчук М. М.   | Волинський національний університет імені Лесі Українки |               | |
| Дніпровський        | Зеленська Л. І.    | Кафедра фізичної та економічної географії геолого-географічного факультету Дніпропетровського національного університету імені Олеся Гончара | 1986          | |
| Житомирський        | Лаврик О. Д.       | Житомирський державний університет імені Івана Франка |               | |
| Закарпатський       | Поп С. С.          | Ужгородський національний університет | 2005          | |
| Івано-Франківський  | Гілецький Й. Р.    | Кафедра географії та природознавства Прикарпатського національного університету імені Василя Стефаника | 1970          | На кінець 1980-х років налічував понад 300 дійсних членів, діяв лекторій. Основні напрями роботи: вивчення місцевої природ, підвищення кваліфікації вчителів (разом із обласним ІВВ), краєзнавчі екскурсії, складання тематичних альбомів, інвентаризація геологічних пам'яток краю, дослідження ерозії ґрунтів та антропогенного впливу на гірські екосистеми. Було створено секції шкільної географічної освіти та дослідження басейнових екосистем Карпат та Прикарпаття[джерело?]. |
| Київський           | Мезенцев К. В.     | Географічний факультет Київського національного університету імені Тараса Шевченка, Інститут географії НАН України, Національний педагогічний університет імені Михайла Драгоманова та ін.                                                              | 1873          | |
| Кіровоградський     | Кривульченко А. І. | Кафедра географії та геоекології природничо-географічного факультету Центральноукраїнського державного педагогічного університету імені Володимира Винниченка                                                                                           |               | |
| Криворізький        | Казаков В. Л.      | Географічний факультет Криворізького національного університету |               | |
| Кримський           | Єна В. Г.          | Географічний факультет Таврійського національного університету імені В. І. Вернадського | 1945          | |
| Луганський          | Кисельов Ю. О.     | Кафедра географії факультету природничих наук Луганського національного педагогічного університету імені Тараса Шевченка |               | |
| Львівський          | Петлін В. М.       | Львівський національний університет імені Івана Франка | 1947          | |
| Мелітопольський     | Воровка В. П.      | Мелітопольський державний педагогічний університет імені Богдана Хмельницького |               | |
| Ніжинський          | Барановський М. О. | Ніжинський державний університет імені Миколи Гоголя |               | |
| Новгород-Сіверський | Жежкун А. М.       | | 2005          | |
| Одеський            | Топчієв О. Г.      | Одеський національний університет імені І. І. Мечникова, Одеський економічний університет, Одеський державний екологічний університет, Український науковий центр екології морів, Інститут проблем ринку і економіко-екологічних досліджень НАН України |               | |
| Олександрійський    | Балацький Л. Ю.    | Протопопівська загальноосвітня школа І-ІІІ ступенів | 2012          | |
| Полтавський         | Шевчук С. М.       | Полтавський державний аграрний університет | 2023          | |
| Рівненський         | Коротун С. І.      | Національний університет водного господарства та природокористування, Рівненський державний гуманітарний університет, Міжнародний економіко-гуманітарний університет імені академіка Степана Дем'янчука                                                 | 1970          | |
| Сумський            | Корнус А. О.       | Сумський державний педагогічний університет імені А. С. Макаренка | 1969          | |
| Тернопільський      | Дітчук І. Л.       | Тернопільський національний педагогічний університет імені Володимира Гнатюка |               | |
| Уманський           | Тімець О. В.       | Уманський державний педагогічний університет імені Павла Тичини | 2005          | |
| Харківський         | Пересадько В. А.   | Геолого-географічний факультет Харківського національного університету, Харківський національний педагогічний університет імені Григорія Сковороди | 1946          | |
| Херсонський         | Пилипенко І. О.    | Природничий факультет Херсонського державного університету |               | |
| Чернівецький        | Руденко В. П.      | Географічний факультет Чернівецького національного університету імені Юрія Федьковича | 1945          | |

## З'їзди
З'їзд товариства — вищий керівний орган, який організовується Вченою радою і проводиться один раз на чотири роки. У роботі з'їздів беруть участь обрані делегати, доповідачі, а також запрошені гості. До з'їздів видають звіти про роботу, друкують матеріали або тези наукових доповідей, організовують виставки літератури, проводять наукові спеціалізовані екскурсії. Раніше з'їзди відбувались регулярно через кожні 5-6 років. Товариство видало збірники наукових праць до кожного із десяти своїх з'їздів.
Перший з'їзд Українського географічного товариства відбувся 1964 року в Києві. В його роботі взяло участь 675 чоловік, з них 172 делегати. Крім науковців, вчителів і спеціалістів республіки, були присутні вчені з Москви, Ленінграда і Тбілісі. На пленарних засіданнях обговорювалися перспективи розвитку і розміщення народного господарства України, стан і завдання географічної науки, комплексне використання водних ресурсів, дослідження активного впливу на атмосферні процеси, тематичне картографування території Української республіки, підготовка географічних кадрів у вузах та викладання географії в загальноосвітній школі. Було заслухано доповіді з проблем ландшафтознавства, розвитку продуктивних сил економічних районів республіки, географічних основ районного планування, розміщення населення, раціонального використання природних ресурсів, класифікації форм рельєфу, боротьби з негативними природними процесами, доповіді експедиційних досліджень Чорного моря і Північної Атлантики.
Другий з'їзд було проведено у 1970 році у Львові. У його роботі взяли участь 590 чоловік (112 делегатів): представники наукових установ, вищих і середніх навчальних закладів, виробничих і проектних установ, географічних товариств республік СРСР. Обговорювалися науково-організаційні питання, доповіді про використання природних ресурсів та розміщення продуктивних сил, про конструктивну географію, наукові основи охорони природи тощо. На з'їзді працювало додатково 5 симпозіумів: теоретико-прикладні питання природно-географічних досліджень, теоретико-прикладні питання економіко-географічних досліджень, проблем комплексного картографування території України, географічні проблеми Українських Карпат і Поділля та методичних питань вищої географічної освіти і шкільної географії.
Третій з'їзд відбувся у 1975 році в Харкові. У його роботі взяло участь понад 500 чоловік (124 делегати). Працювало 6 секцій: фізичної географії і охорони природи, економічної географії, картографії, геоморфології та палеогеографії, рекреаційної і медичної географії та географічної освіти. На пленарних засіданнях та на секціях обговорювали загалом проблеми прометодологічних основ економічно-географічних досліджень народногосподарського комплексу України, фізико-географічних основ раціонального природокористування і охорони природного середовища України та роль науково-технічного прогресу, шляхи розвитку ландшафтознавства в Україні, комплексне картографування, теоретичні і прикладні питання геоморфології, нові методи географічних досліджень.
Четвертий з'їзд відбувся у 1980 році у Ворошиловграді. У ньому взяло участь понад 500 чоловік (172 делегати). Важливою темою було обговорення проблем щодо управління соціалістичною економікою і завдань у цьому питанні географічної науки, географічні дослідження регіональних проблем природокористування в Україні, конструктивний напрям у географі, прогнозування і моделювання геосистем тощо. Крім галузевих секцій, на з'їзді працювала секція географічних проблем Донбасу.
П'ятий з'їзд проходив у 1985 році у Сімферополі. У ньому взяло участь близько 600 чоловік, 214 делегатів від 30 регіональних відділів представляли 8,5 тис. дійсних членів товариства. Основними теми, що висвітлювалися на пленарних засіданнях: економіко-географічна теорія виробничо-територіального комплексу, теоретико-прикладні проблеми вивчення природно-територіальних комплексів, використання земельних ресурсів, географічних проблем зрошування степів, розробка систем карт з реалізації продовольчої програми. Висвітлювалися питання методології і методики реконструкції палеоландшафтів, вивчення Чорного і Азовського морів, розвитку математичних методів моделювання складних геосистем. Значну увагу приділено методиці стаціонарних географічних досліджень, пропаганді географічних знань і еколого-географічному вихованню.
Шостий з'їзд відбувся у травні 1990 року в Одесі. На ньому обговорювали фундаментальні і прикладні географічні дослідження, регіональні еколого-географічні проблеми, зокрема Причорномор'я, Чорного і Азовського морів, та питання географічної і екологічної освіти і поширення географічних знань.
Сьомий з'їзд відбувся у 1995 році в Києві.
Восьмий з'їзд відбувся у 2000 році в Луцьку.
Дев'ятий з'їзд відбувся у 2004 році в Чернівцях.
Десятий з'їзд, ювілейний, урочисто відбувся у 2008 році в м. Києві. Наріжним каменем заходу була тема «Географія в інформаційному суспільстві». Основними темами що висвітлювались на засіданнях були: географія в стратегії розвитку інформаційного суспільства, глобальні зміни та регіональні тенденції в розвитку природних і суспільних процесів, ресурси розвитку і менеджмент територій, гуманізація географії, технології географії, географічне краєзнавство та туризм, освіта та просвіта.
Одинадцятий з'їзд планувався до проведення 25-29 вересня 2012 року в Дніпропетровську, на базі геолого-географічного факультету Дніпропетровського національного університету імені Олеся Гончара. Тематикою з'їзду визначено гасло «Україна: географія цілей та можливостей», планувалося обговорення сучасних проблем географічної науки та освіти, забезпечення сталого розвитку держави, її регіонів, територіальні аспекти розв'язання економічних, соціальних, екологічних та інших проблем. Втім, 13 вересня 2012 р. Вчена рада УГТ ухвалила рішення про відкладення строку проведення з'їзду на квітень 2013 р.
З'їзд відбувся 24-26 квітня 2013 р. на базі географічного факультету Київського національного університету імені Тараса Шевченка.
Дванадцятий з'їзд відбувся 17-21 травня 2016 року на базі природничо-географічного факультету Вінницького державного педагогічного університету імені Михайла Коцюбинського. Тематикою з'їзду визначено гасло «Українська географія: сучасні виклики». Було ухвалено Резолюцію, в якій відзначено роботу Товариства, визначено пріоритетні напрями наукової та науково-практичної діяльності. Як окремий аспект вказано про неприйнятність виключення географії з переліку галузей знань та спеціальностей, за якими здійснюється підготовка здобувачів вищої освіти. З'їзд ухвалив Звернення до керівництва країни з пропозицією переглянути це рішення і забезпечити внесення географії до відповідного переліку як окремої галузі знань.